# Bernardo Falcone (sculpteur)
Pour les articles homonymes, voir Falcone (homonymie) et Falconi.
Bernardo Falcone ou Bernardo Falconi, dit Bernardino da Lugano, né vers 1620 à Bissone et mort dans la même ville en 1696, est un sculpteur du début du baroque suisse-italien.

## Biographie

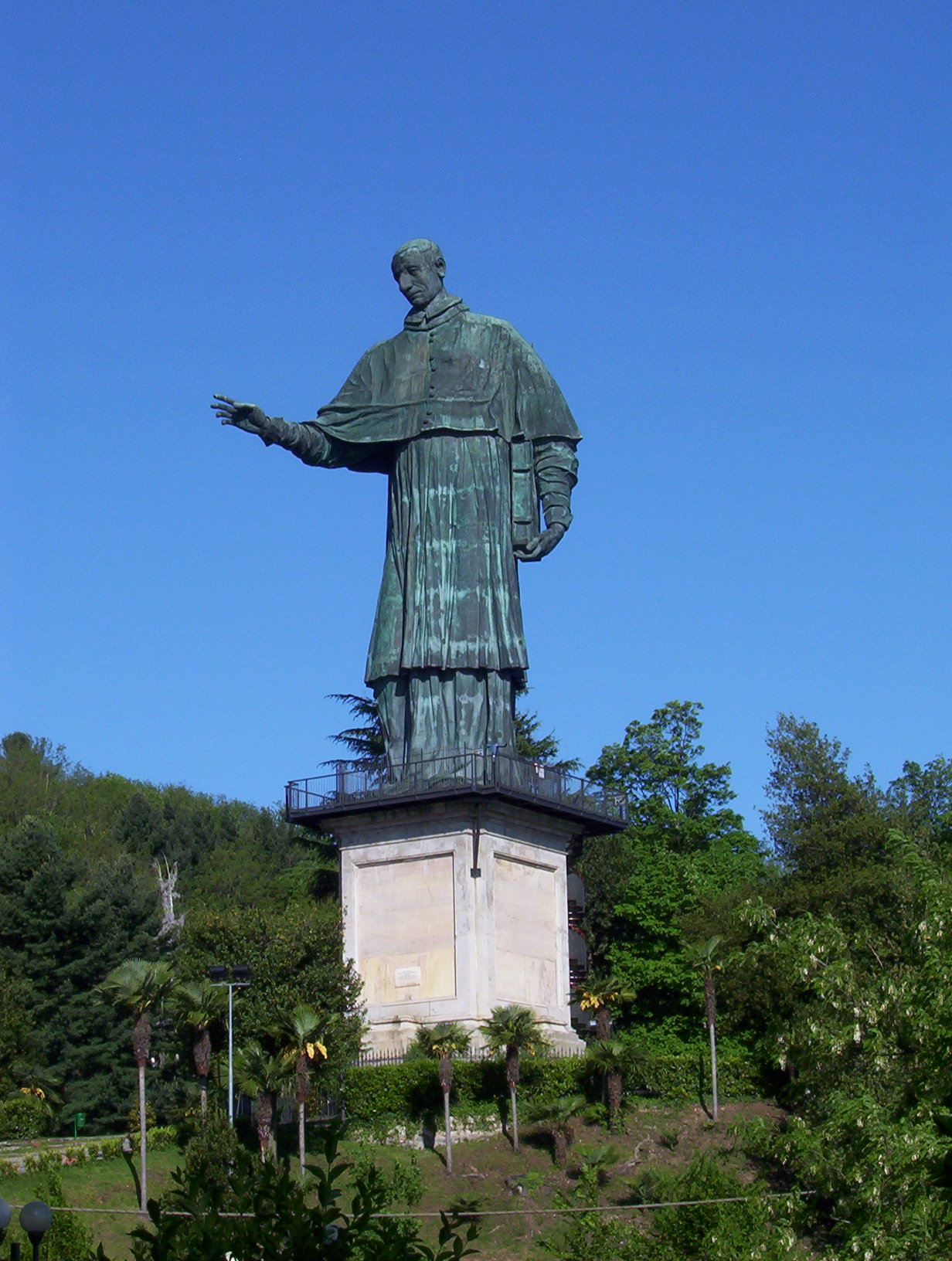
Le Colosse de Saint Charles Borromée à Arona, sur lequel Falcone a travaillé.

Bernardo Falcone naît à Bissone de Domenico Falcone, de Rovio, et de Lucia Grighi, de Venise. Il vivait à Bissone, d'après l'inventaire de ses propriétés de 1676 et de 1677, mais travaillait à Venise. Il a réalisé de nombreuses statues pour des églises, comme à San Zanipolo, à Santa Maria Gloriosa dei Frari et aux Scalzi.
À Parme, il travaille sur la statuaire de l'église Saint-Jean-l'Évangéliste. En 1682, Falcone travaille sur quatre statues à la basilique Sainte-Justine de Padoue, puis en 1694 sur le Colosse de Saint Charles Borromée à Arona. On lui attribue aussi de nombreuses sculptures à Rovigo.

## Œuvres

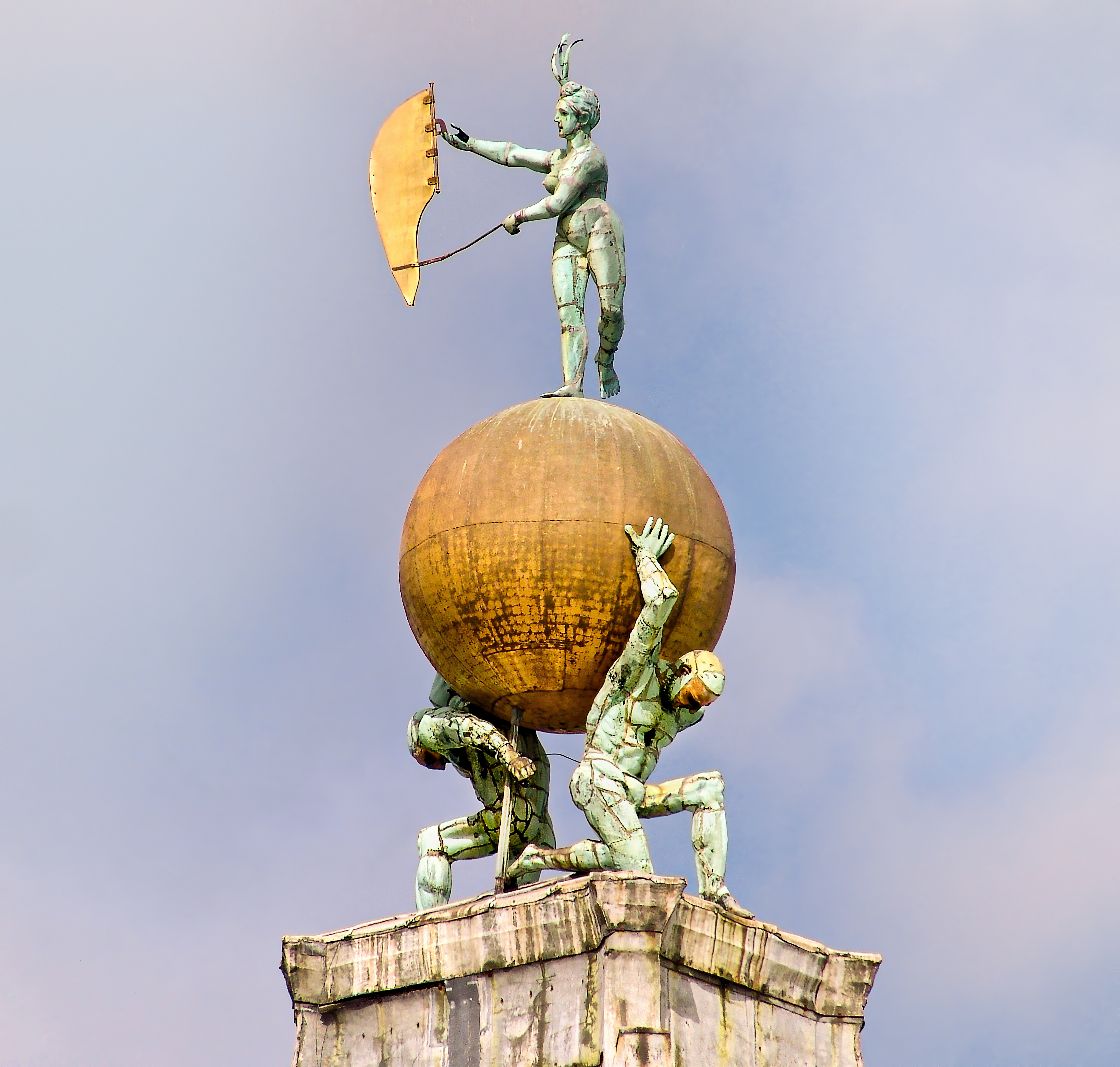
La Statua della Fortuna (la statue tient la girouette sur le globe doré) à Venise.

- Statua della Fortuna, XVIIe siècle, Punta della Dogana (Venise) ;
- Saint François en humilité, 61 statues dans la chapelle XIII du Mont Sacré d'Orta, avec Giuseppe Rusnati (en) ;
- Saint Sébastien, vers 1669, église Santa Maria di Nazareth de Venise.